# Близорукий школьный учитель
«Близорукий школьный учитель» (англ. The Nearsighted School Teacher) — американский чёрно-белый немой короткометражный комедийный фильм. Фильм снят на студии «Мутоскоп и Байограф» в Нью-Йорке и выпущен в июле 1898 года.

## Описание
Фильм также известен под названием «Близорукий школьный учитель и озорные дети» (англ. The Nearsighted School Teacher and Mischievous Kids). Над фильмом работал американский кинематографист Билли Битцер, известный своим тесным сотрудничеством и новаторской работой с Дэвидом Гриффитом.
В фильме актриса Аугуста Селмер играет молодую девушку.
Фильм «Близорукий школьный учитель» был одним из 5 фильмов, снятых  «Мутоскоп и Байограф» в 1898 году, действие которых происходит в здании школы. Все фильмы были длительностью всего около двух минут, однако, в отличие от документальных фильмов об испано-американской войне, снятых в это же время, сцены были постановочными. Все 5 фильмов компании были утеряны, как и подавляющее большинство немых фильмов.
Фильм снят в студии «Мутоскоп и Байограф», расположенной на крыше здания по адресу: 841 Бродвей в Нью-Йорке.

## Сюжет
Группа девочек разыгрывает слабовидящего профессора.
В неловком положении оказывается молодая учительница. Та сидит за столом, полностью погружённая в свои дела, позволяя тем самым своим ученикам чинить беспорядки в классе… Одна из учениц устраивает розыгрыш, привязывая искусственного паука к линейке и тряся им перед лицом близорукого педагога…